# نادي لا فيوريتا
نادي لا فيوريتا لكرة القدم (Società Polisportiva La Fiorita) هو نادي كرة قدم من سان مارينو يقع مقره في مونتيجاردينو، تأسس سنة 1967. يلعب فيوريتا حاليا في القسم أ من دوري سان مارينو. ألوان الفريق هي الأزرق والأصفر والأبيض.